# Alcor Life Extension Foundation
De Alcor Life Extension Foundation is een non-profitbedrijf in Scottsdale, Arizona. Het bedrijf verricht onderzoek naar en pleit voor cryonisme, het bewaren van mensen in vloeibare stikstof na hun wettelijke dood, in de hoop om hen te kunnen reanimeren in de toekomst zodra de wetenschap en techniek daartoe in staat is. 
In augustus 2006 had Alcor 809 leden en 74 patiënten in cryopreservatie. In 1972 werd Alcor opgericht als "Alcor Society for Solid State Hypothermia" in de staat Californië door Fred en Linda Chamberlain. (De naam wijzigde in Alcor Life Extension Foundation in 1977.)
Op 16 juli 1976 werd de eerste menselijke cryopreservatie uitgevoerd door Alcor. In 2006 werd KrioRus het eerste bedrijf buiten de VS dat effectief mensen invriest.